# Consolat General d'Algèria a Barcelona
El Consolat General de la República Algeriana Democràtica i Popular a Barcelona (en àrab: القنصلية العامة للجزائر ببرشلونة هاتف) és la missió diplomàtica d'Algèria a la ciutat de Barcelona. Es troba al número 6 de l'avinguda del Tibidabo, al districte de Sarrià-Sant Gervasi. D'ençà del 5 de maig de 2023, el cònsol general és Abdelhakim Ammouche.
El consolat general és supervisat per l'ambaixada algeriana a Madrid. La seva jurisdicció abasta les Illes Balears, Catalunya, l'Aragó, Navarra, el País Basc, La Rioja, la província de Burgos i Cantàbria.